# هيلاري ماكراي
هيلاري ماكراي (بالإنجليزية: Hilary McRae)‏ هي مغنية مؤلفة وعازفة بيانو أمريكية، ولدت في 23 يوليو 1986 في بوينتون في الولايات المتحدة.